# Platycleis dirphys
Platycleis dirphys är en insektsart som beskrevs av Willemse, F.M.H. 1980. Platycleis dirphys ingår i släktet Platycleis och familjen vårtbitare. Inga underarter finns listade i Catalogue of Life.